# ينس غران غليديتش
ينس غران غليديتش (بالنرويجية البوكمول: Jens Gran Gleditsch)‏ هو عالم عقيدة وقسيس نرويجي، ولد في 6 ديسمبر 1860 في Voss ‏ في النرويج، وتوفي في 27 أكتوبر 1931 في أوسلو في النرويج.